# Caabi el-Yachroutu Mohamed

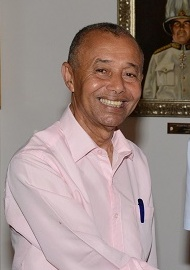
Caabi el-Yachroutu Mohamed

Mohamed Caabi el-Yachroutu (* 1948) ist ein komorischer Politiker. Von 2002 bis 2006 war er Vizepräsident des Inselstaates, davor war er Premierminister.

## Leben
Caabi el-Yachroutu studierte Wirtschaftswissenschaften, Finanzen und Bankwesen in Nizza und Paris und war von 1982 bis 1992 Geschäftsführer der Entwicklungsbank der Komoren.

## Politische Laufbahn
Caabi el-Yachroutu ist Mitglied des Convention pour le renouveau des Comores („Konvents zur Erneuerung der Komoren“) (CRC). Unter Präsident Djohar wurde er 1992 zum Finanzminister ernannt, 1993 als solcher entlassen. Er bekleidete vom 29. April 1995 bis zum 27. März 1996 das Amt des Premierministers, vom 5. Oktober 1995 bis zum 26. Januar 1996 war er auch Übergangspräsident des Landes in Vertretung des von Putschisten unter Führung des Söldners Bob Denard gefangengenommenen Präsidenten Said Mohamed Djohar. Durch die militärische Hilfe der ehemaligen Kolonialmacht Frankreich konnte der Putsch beendet werden.
Danach war er Spitzenfunktionär der NGO „SOS Hope“, ehe er von 1997 bis 2001 als Generalsekretär der Commission de l’océan Indien („Kommission Indischer Ozean“) (OCI) auf Mauritius tätig wurde. Im Juni 2002 wurde er Vizepräsident im Gesundheitsressort; er trat jedoch am 27. Februar 2006 zurück, um an den Präsidentschaftswahlen teilzunehmen. Allerdings scheiterte er in der ersten Runde.

## Werke
- Mohammed Caabi el-Yachroutu: Aimons les Comores („Liebe der Komoren“). Océan éd., 2006, ISBN 978-2-916533-01-8 (französisch).
- Mohammed Caabi el-Yachroutu et al.: Articles on Comorian Law, Including: Caabi El-Yachroutu Mohamed, Ibrahim Halidi, Said Mohamed Djohar, Fourth Geneva Convention, Rome Statute of the International Criminal Court („Artikel zum komorischen Recht, darunter: Caabi El-Yachroutu Mohamed, Ibrahim Halidi, Said Mohamed Djohar, Vierte Genfer Konvention, Römisches Statut des Internationalen Strafgerichtshofs“). Hephaestus Books, 2011, ISBN 978-1-244-48726-0 (englisch).